# Tolistobogis
Els tolistobogis o tolistobois (llati Tolistobogii o Tolistoboii) van ser una tribu de gals situada a la part més occidental de Galàcia que van fer de la ciutat de Pessinus a la vora del riu Sangari la seva ciutat principal.
Altres ciutats del seu territori eren Tricòmia, Víndia, Abrostola, Amòrion, Tolosochòrion (el nom recorda a Tolosa, d'on eren originaris els gals) i la colònia romana de Germa. El país d'aquesta tribu anava del riu Alander, afluent del Sangari, fins a aquest riu. Tenia al nord Bitínia i Frígia Epicteta. Dins de la tribu Plini el Vell esmenta els clans o subgrups dels voturis i els ambituis que formaven tetrarquies autònomes.